# Šentlenart, Beljak
Šentlenart (nemško St. Leonhard) je naselje Statutarnega mesta Beljak na Koroškem v Avstriji.